# Szkoła Podstawowa nr 19 im. Marii Skłodowskiej-Curie w Sosnowcu
Szkoła Podstawowa nr 19 im. Marii Skłodowskiej-Curie w Sosnowcu – założona w 1910 roku placówka oświatowa.

## Historia szkoły

### Przed I wojną światową
W 1879 roku Pringsheim i Szlezynger założyli w Sosnowcu hutę szkła (obecnie w tym miejscu zlokalizowane jest targowisko miejskie przy ulicy Szklarnianej). W roku 1894 dzięki inicjatywie Jana Wacowskiego przy hucie założono szkołę jednoklasową. Była to prywatna szkoła dla dziewcząt i chłopców. Kształciła ona 100 uczniów na rok. Lekcji udzielali Jan Wacowski i Józef Klimkowski. Szkoła początkowo mieściła się w domu Juliana Mendelsohna, pochodzącego ze znanej w Sosnowcu rodziny przedsiębiorców żydowskich. W tym okresie szkoła była utrzymywana przez założyciela oraz dzięki subsydium wykładanym przez hutę szkła. Kalendarz Zagłębia Dąbrowskiego na rok 1912 wskazuje umiejscowienie szkoły przy ulicy Nowej 49 (obecnie Ordonówny). Do czasów współczesnych budynek nie zachował się, został wyburzony w latach 60. i 70. XX wieku, podczas przebudowy miasta. Była to wtedy szkoła dwuklasowa.

### W trakcie I wojny światowej
Po Janie Wacowskim w czasie I wojny światowej szkołą kierował Rosjanin – Rogalski. Wówczas nazywano ją „Kolejówką”.

### W epoce międzywojennej
W 1918 roku funkcję kierownika szkoły objął Antoni Skipirzepa. Zarządzał nią przez 18 lat. Od 1920 roku szkoła przeszła pod zarząd miasta. W budynku było 11 sal wykładowych, sala gimnastyczna oraz bogato wyposażona biblioteka (w tym okresie szkoła ma 11 oddziałów, a uczyło się w niej 600 dzieci. Według Kalendarza- Informatora Zagłębia Dąbrowskiego i okolic na rok 1928 szkoła jest już 7-klasowa i posiada numer 19. Od 13 października 1935 roku w budynku szkoły działała także świetlica Legionu Młodych. Zmiany te jednak przyszły już za nowych kierowników szkoły: Franciszka Gawłowskiego, W. Tylmana, Kazimiery Religowej oraz Kazimiery Olszewskiej. Do wybuchu wojny 1 września 1939 roku szkołą kierował Romuald Koprowski.

### Podczas II wojny światowej
Wojska niemieckie wkroczyły do Sosnowca 3 września 1939 roku. Rozpoczęła się akcja zwalczania inteligencji polskiej. Romuald Koprowski, kierownik szkoły został wywieziony do Dachau. Nauczyciel Franciszek Gawłowski został zamordowany przez NKWD w Kozielsku. W obozie Auschwitz zginęła Filomena Zabłocka.
Podczas wojny szkoła została przeniesiona na ulicę Grabową 9 lub 7 (niepewne). Kierownikiem szkoły został mianowany przez władze niemieckie Emanuel Sikora. W  budynku na ulicy Składowej utworzono Dulag.

### Po  II wojnie światowej
Po wyzwoleniu Sosnowca – 3 marca 1945 – odbyło się posiedzenie Rady Pedagogicznej Szkoły nr 19. Wówczas placówka miała swoją siedzibę w budynku dawnej szkoły żydowskiej przy ulicy Dęblińskiej 9, gdzie przeniesiono placówkę z ulicy Grabowej.
Jej przewodniczącym był Henryk Suchański, który pełnił funkcję kierownika od 1 lutego 1945 do 14 marca 1945. Na spotkaniu byli wszyscy żyjący przedwojenni nauczyciele: K. Religowa (pracowała w szkole od 1922, a w czasie okupacji prowadziła tajne nauczanie), K.Olszewska, H. Zaborowska, J. Dahtenowa, J. Gruszczyńska, K. Walkiewiczowa.
Kolejne posiedzenie Rady Pedagogicznej odbyło się 13 marca 1945. Prowadził je przybyły z wysiedlenia Romuald Koprowski. Był kierownikiem szkoły w czasie okupacji od 1 do 12 kwietnia 1940 roku. Podczas tego posiedzenia uczczono pamięć nauczycieli „Dziewiętnastki” zamordowanych podczas okupacji. Ta Rada Pedagogiczna odbyła się już w nowym budynku szkoły przy ulicy Składowej 5, dokąd przeniesiono placówkę z ulicy Dęblińskiej. Nowy budynek szkoły posiadał ogrzewanie, kanalizację oraz sześć sal wykładowych. W tym czasie uczyło się w nim 440 uczniów.

## Wyposażenie
Szkoła posiada 14 sal lekcyjnych, bibliotekę, salę gimnastyczną, informatyczną (dofinansowaną w ramach Europejskiego Funduszu Społecznego oraz salę do gimnastyki korekcyjnej.